# Askersunds landsfiskalsdistrikt
Askersunds landsfiskalsdistrikt var 1918–1964 ett landsfiskalsdistrikt i Örebro län, bildat som Sundbo landsfiskalsdistrikt när Sveriges indelning i landsfiskalsdistrikt trädde i kraft den 1 januari 1918, enligt beslut den 7 september 1917. Namnet ändrades 1 januari 1942 till Askersunds landsfiskalsdistrikt. Den 1 januari 1965 avskaffades i Sverige samtliga landsfiskaler och landsfiskalsdistrikt, och deras arbetsuppgifter delades upp på de nyskapade indelningarna polisdistrikt, åklagardistrikt och kronofogdedistrikt.
Landsfiskalsdistriktet låg under länsstyrelsen i Örebro län.

## Ingående områden
När Sveriges nya indelning i landsfiskalsdistrikt trädde i kraft den 1 oktober 1941 (enligt kungörelsen den 28 juni 1941) lämnades Sundbo landsfiskalsdistrikt opåverkat, men regeringen anförde i kungörelsen att den ville i framtiden besluta om Askersunds stads förenande med landsfiskalsdistriktet. Den 1 januari 1942 (enligt beslut den 30 december 1941) ändrades distriktets namn till Askersund och staden förenades med distriktet i polis- och åklagarhänseende men inte i utsökningshänseende, vilket staden fortsatte att sköta själv. 1 januari 1948 förenades Askersunds stad med distriktet även i utsökningshänseende, och tillhörde då i alla avseenden landsfiskalsdistriktet. När Sveriges nya indelning i landsfiskalsdistrikt trädde i kraft den 1 januari 1952 (enligt kungörelsen 1 juni 1951) ändrades distriktets omfattning.

### Från 1918
Sundbo härad:
- Askersunds landskommun
- Hammars landskommun
- Snavlunda landskommun

### Från 1942
- Askersunds stad (endast i polis- och åklagarhänseende)

Sundbo härad:
- Askersunds landskommun
- Hammars landskommun
- Snavlunda landskommun

### Från 1948
- Askersunds stad

Sundbo härad:
- Askersunds landskommun
- Hammars landskommun
- Snavlunda landskommun

### Från 1 januari 1952
- Askersunds stad
- Hammars landskommun
- Lerbäcks landskommun